# Damernas duett i konstsim vid olympiska sommarspelen 1992
Damernas duett i konstsim vid olympiska sommarspelen 1992 i Barcelona, Spanien, avgjordes den 7 augusti 1988. USA vann tävlingen.

## Medaljörer
| Gren  | Guld                                      | Silver                                | Brons                               |
| Duett | Karen Josephson och Sarah Josephson (USA) | Penny Vilagos och Vicky Vilagos (CAN) | Fumiko Okuno och Aki Takayama (JPN) |

## Resultat

### Final
| Placering | Konstsimmare                               | Totalpoäng |
| --------- | ------------------------------------------ | ---------- |
|           | Karen Josephson och Sarah Josephson (USA)  | 192.175    |
|           | Penny Vilagos och Vicky Vilagos (CAN)      | 189.394    |
|           | Fumiko Okuno och Aki Takayama (JPN)        | 186.868    |
| 4         | Anna Kozlova och Olga Sedakova (EUN)       | 184.083    |
| 5         | Marianne Aeschbacher och Anne Capron (FRA) | 181.795    |
| 6         | Kerry Shacklock och Laila Vakil (GBR)      | 179.366    |
| 7         | Marjolijn Both och Tamara Zwart (NED)      | 179.345    |
| 8         | Guan Zewen och Wang Xiaojie (CHN)          | 177.843    |